# 가리 (일본 음식)
가리(일본어: ガリ)는 생강을 얇게 저며 식초에 절인 일본 음식이다. 베니쇼가와 함께 생강초절임으로도 불리는데, 가리와 베니쇼가는 차이가 있다. 간토 지방에서는 주로 저민 생강과 아마즈(甘酢, 설탕과 소금을 탄 식초)를 사용해 가리를 만들고, 간사이 지방에서는 주로 다지거나 채썬 생강과 우메즈(梅酢, 우메보시를 만들고 남은 국물)를 사용해 베니쇼가를 만든다. 가리가 "아마즈에 절인 저민 베니쇼가"라는 뜻인 아마즈 히라기리 베니쇼가(甘酢平切紅生姜)라 불리기도 한다.

## 만들기
햇생강은 아마즈(甘酢, 설탕과 소금을 탄 식초)에 담가 두면 저절로 분홍색 물이 든다. 묵은 생강은 색이 나지 않는데, 대량생산되는 가리에는 식용색소가 쓰이는 경우가 많다.

## 쓰임새
초밥에 곁들여 먹는다.

## 같이 보기
- 베니쇼가